# Rembrandtmonument
Het Rembrandtmonument is een 19e-eeuws gedenkteken ter nagedachtenis aan de schilder Rembrandt van Rijn op het Rembrandtplein in Amsterdam. Het is het oudst nog bestaande standbeeld in Amsterdam en was het eerste beeld voor een beeldende kunstenaar in Nederland.

## Achtergrond
De schrijver Johannes Immerzeel schreef in 1838 zijn Lofrede op Rembrandt, hij pleit daarin voor het oprichten van een standbeeld voor de schilder. Immerzeel werd door het Amsterdams gemeentebestuur gevraagd de mogelijkheden voor een standbeeld te onderzoeken. Mogelijk was dit de aanleiding voor de beeldhouwer Louis Royer om een ontwerp te maken. In zijn ontwerp beeldde hij Rembrandt zittend en tekenend af, met in zijn linkerhand een schetsboek en in zijn rechterhand een tekenstift. Rembrandt zit op een kist, met de initialen RVR, waar een palet met penselen tegenaan staat. Immerzeel liet Royer in november 1840 weten zich te willen inzetten voor uitvoering van diens ontwerp, maar overleed het jaar erop.

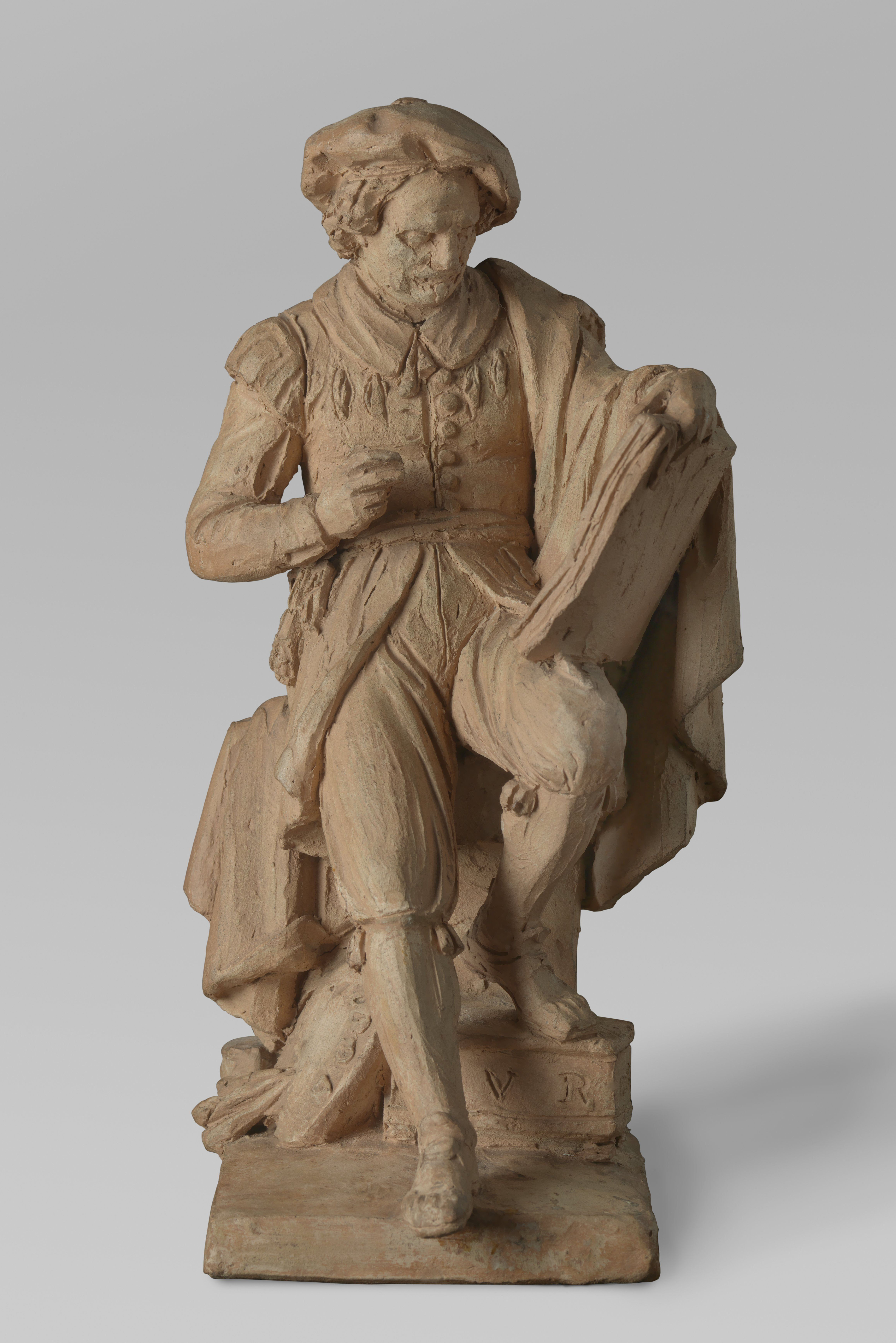
Ontwerp van Royer uit 1840

Nadat in augustus 1840 in Antwerpen een standbeeld voor de schilder Peter Paul Rubens werd opgericht, groeide in Nederland de wens om een monument voor Rembrandt op te richten. Op een vriendschappelijke avond van Belgische en Nederlandse kunstenaars in Den Haag op 11 juni 1841 opperde de schilder Johannes Bosboom tijdens een feestdronk het idee voor een standbeeld. Nog tijdens de maaltijd gingen intekenlijsten rond, waarmee de aanwezigen hun financiële steun konden toezeggen. In samenwerking met Arti et Amicitiae werd de Vereenigde Commissiën tot oprigting van een standbeeld voor Rembrandt gevormd, met een Haagse en Amsterdamse tak. Het bestuur bestond in Den Haag uit dr. L.R. Beijnen (voorzitter), H. van de Sande Bakhuyzen (vicevoorzitter), B.J. van Hove (penningmeester) en E.M. Calisch (secretaris) en in Amsterdam uit J.W. Pieneman (voorzitter), J.A. Kruseman (vicevoorzitter), J. Warnsinck (penningmeester) en C.J.L. Portman (secretaris).
In november 1841 werd door de "Vereenigde Commissiën" een programma van eisen opgesteld. Men wilde dat het standbeeld werd gemaakt door een Nederlandse beeldhouwer en binnen Nederland gegoten. Het zou in Amsterdam moeten komen staan op het plein dat was ontstaan na de sloop van de oude beurs. Er werd een inschrijving geopend, zodat mensen geld konden doneren. De namen van de inschrijvers zouden op een perkament worden geschreven, die in het voetstuk werd ingemetseld. Er zou een ontwerpwedstrijd worden uitgeschreven, maar Louis Royer kreeg het via zijn relaties voor elkaar dat hij in juli 1842 de opdracht kreeg een standbeeld te maken. Royer was een bekend beeldhouwer, hij had van koning Willem I in 1835 de eretitel "beeldhouwer des konings" gekregen, was vanaf 1836 directeur van de Koninklijke Akademie (voorloper van de Rijksakademie) en was medeoprichter van Arti et Amicitiae. Beeldhouwer Johannes Antonius van der Ven ging in openbare brieven aan de "Vereenigde Commissiën" zwaar te keer tegen deze vorm van nepotisme. De opdracht ging toch naar Royer "wiens mannelijk talent de beste waarborgen oplevert voor eene breede en stoute voorstelling van den krachtigen Schilder".
Royer maakte een nieuw ontwerp, waarin Rembrandt staand werd afgebeeld. Het ontwerp werd op verzoek van de "Vereenigde Commissien" op een paar punten aangepast, onder andere om de schildersattributen beter in beeld te laten komen. Modellen van het beeld werden in de volgende jaren tentoongesteld bij Arti et Amicitiae in Amsterdam en de Haagse Tekenacademie, voor de koning werd een model overgebracht naar de Gotische zaal. In de tussentijd werkte Royer onder meer aan een standbeeld van Willem van Oranje voor Den Haag. In 1847 was het pleistermodel klaar om in gietijzer te worden gegoten bij de Haagse firma Enthoven. Door politieke onrusten, het gebrek aan financiën en een ongeluk bij de gieter liep het proces vertraging op. Er werd opnieuw een oproep gedaan om een financiële bijdrage te doen of kunstwerken te schenken die later zouden worden verloot. In september 1851 werd het beeld gegoten. Ondertussen was besloten dat het beeld niet op het terrein van de oude beurs zou worden geplaatst, maar op de Botermarkt bij het Kaasplein (ook Reguliersplein en sinds 1876 Thorbeckeplein).

### Onthulling

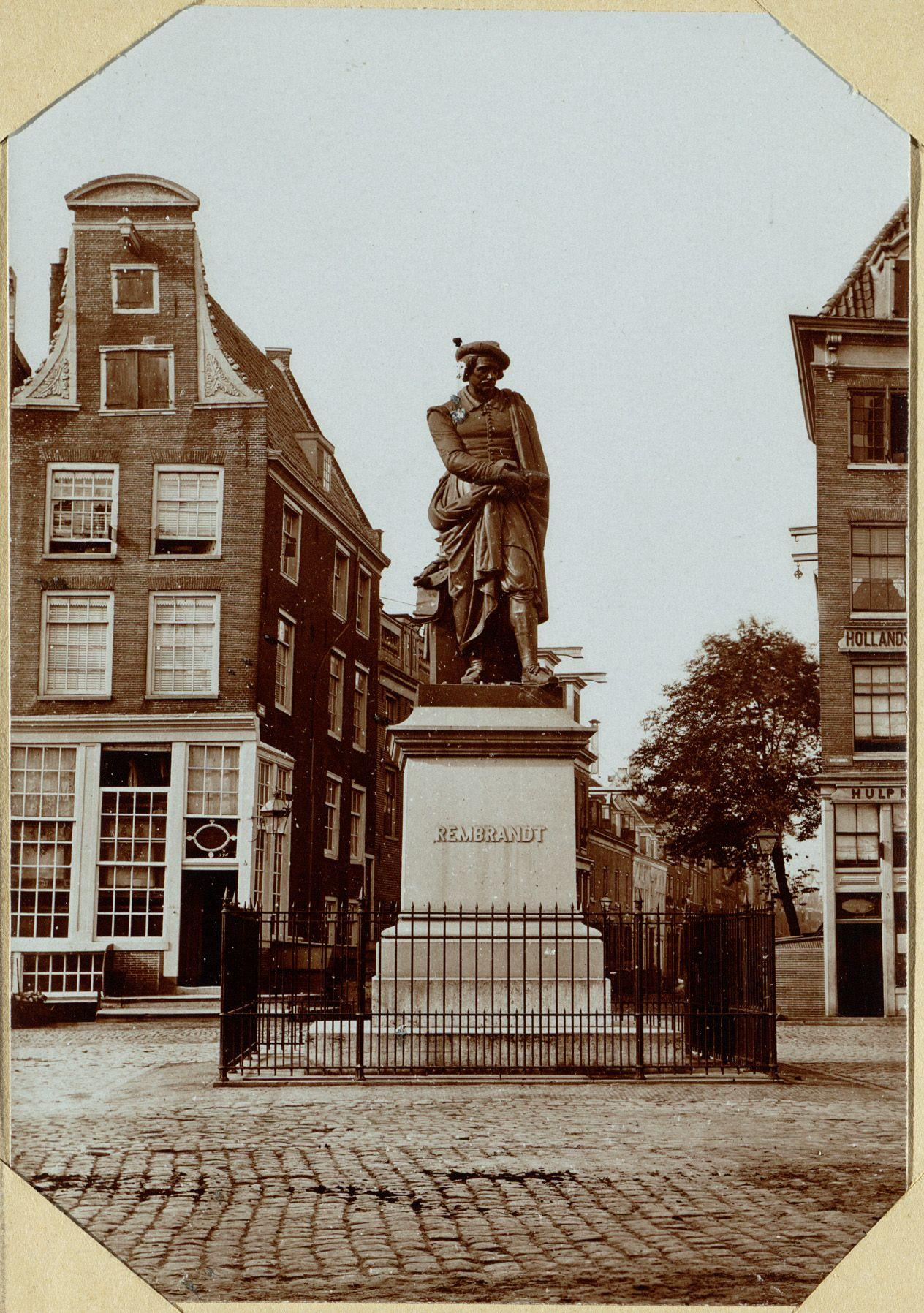
Het Standbeeld van Rembrandt op het voormalige Kaasplein (sic) vóór de Reguliersdwarsstraat

Op 7 mei 1852 werd het beeld op zijn voetstuk gehesen. Op donderdagmorgen 27 mei 1852 verzamelden de Amsterdammers en vele genodigden zich op de Botermarkt, onder wie koning Willem III, prins Hendrik, burgemeester Van Reenen, leden van de "Vereenigde Commissien" en Arti. Na toespraken van voorzitter dr. L.R. Beinen, burgemeester Van Reenen en de koning, werd het beeld onthuld. 

### Feest
's Avond was er een bal in de Parkzaal aan de Plantage Parklaan, waar schilderijen hingen die verwezen naar het leven van Rembrandt en allegorieën van het vaderland, kunsten en wetenschappen. Onderdeel van die avond was de speciaal voor de gelegenheid gecomponeerde Rembrandt Feestzang van Johannes Verhulst (op een gedicht van Jan Pieter Heije). In een bijzaal waren 230 kunstwerken tentoongesteld die werden verloot ten behoeve van financiering van het beeld. Ook in de dagen na de onthulling waren er nog festiviteiten in de stad.

### Verplaatsingen
Het monument is een aantal keren verplaatst en/of gedraaid. Nadat in 1874 de Boterwaag was gesloopt, werd het beeld voor het eerst verplaatst, mede in verband met de komst van het Thorbeckemonument (1876) op het Reguliersplein. Rembrandt kreeg een centrale plek op het plein, dat werd omgedoopt tot Rembrandtplein. In 1924 kreeg het beeld een nieuwe sokkel en werd het gedraaid, zodat Rembrandt uitkeek op de Amstelstraat. Er vond een officiële heropening van het plein plaats, waarbij een krans werd gelegd bij het Rembrandtmonument. In 2009 werd het Rembrandtplein heringericht en werd Rembrandt 180 graden gedraaid.

## Beschrijving
Het geverfde, gietijzeren standbeeld toont de schilder ten voeten uit in 17e-eeuwse kledij met een geplooide mantel en schildersbaret. Twee losse knoopjes op zijn borst versterken de naturalistische weergave. In zijn rechterhand houdt Rembrandt een etsnaald. Hij staat tegen een blok waarop onder meer een opengeslagen boek en een palet met penselen te zien zijn. Aan zijn linkervoet staat een groot boek. Het beeld is aan de achterzijde gesigneerd "L. Royer fcit 1847". Oorspronkelijk stond er een ijzeren hekwerk rond het beeld.

## Waardering
Het gedenkteken werd in 2002 als rijksmonument in het Monumentenregister opgenomen. Het wordt beschouwd als "van algemeen belang vanwege de kunst- historische waarde vanwege het belang voor de 19de-eeuwse Nederlandse beeldhouwkunst alsmede van cultuurhistorische waarde als herinnering aan een van de grootste schilders uit de vaderlandse geschiedenis. Het beeld geldt bovendien als een topstuk in het oeuvre van Louis Royer."

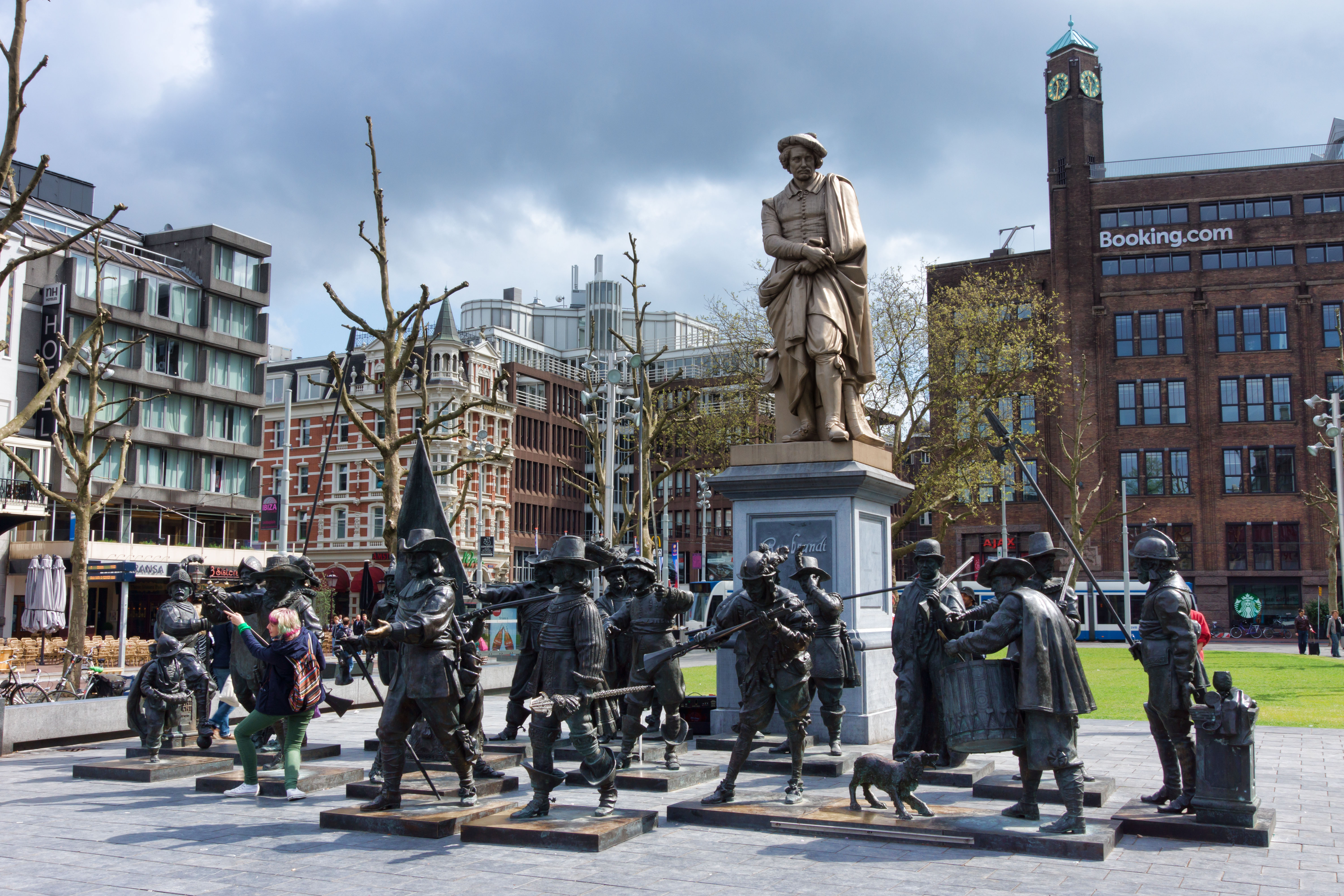
De Nachtwacht in 3D

## Nachtwacht
In december 2005 werd de beeldengroep Nachtwacht 3D, een driedimensionale versie van het schilderij De Nachtwacht bij het Rembrandtmonument geplaatst. De bronzen beeldengroep van 22 figuren werd gemaakt door de Russische beeldhouwers Mikhail Dronov en Alexander Taratynov. Na de herinrichting van het plein in 2009 keerde de groep aanvankelijk niet terug, maar in november 2012 werd De Nachtwacht alsnog herplaatst. In februari 2020 werd ze definitief verwijderd als gevolg van een geschil tussen kunstenaars en ondernemersvereniging. De beeldengroep valt buiten de rijksbescherming.